# Космос-914
Спутник Космос-914 являлся спутником оптической разведки (тип «Зенит-2М») в интересах Министерства обороны СССР, однако дополнительно с основной аппаратурой спутника на нём были установлены приборы для наблюдения неба в рентгеновском и гамма диапазонах энергий. Спутник находился на орбите до 13 июня 1977 года. Общее время работы научной аппаратуры спутника — 290 часов.

## Инструменты и основные результаты
Основными научными инструментами на борту спутника Космос-914 (и аналогичного ему спутника Космос-856) были сцинтилляционный спектрометр, регистрирующий жесткие рентгеновские лучи в области энергий 20-320 кэВ и сцинтилляционно-черенковский спектрометр ГГ-2М, предназначенный для измерения гамма излучения в области энергий 100-4000 МэВ. Принцип работы телескопа ГГ-2М следующий. Гамма кванты в свинцовом конверторе образуют электроны и позитроны, которые, проходя через систему детекторов и антисовпадательных сцинтилляторов, создают электрон-фотонные каскады в сцинтилляционном калориметре. Суммарные ионизационные потери электронов каскада в сцинтилляторе позволяют оценить энергию первичного гамма-кванта.
Гамма телескоп ГГ-2М калибровался как на мю-мезонах космических лучей, так и на ускорителе на пучках электронов с энергиями от 100 до 550 МэВ. Расчетные характеристики детектора согласовывались с результатами калибровочных измерений. Поле зрения телескопа — около 30 градусов. Геометрические факторы (грасп) инструмента на энергиях 100, 178, 315 и 560 МэВ — 13.4, 19, 23.6 и 24.9 кв.см*стер соответственно.
Основным результатом работы гамма телескопа стали надежные измерения космического гамма фона в диапазоне энергий 100-4000 МэВ  , впервые на спутниках серии Космос (ранее научная аппаратура спутников в серии Космос позволяла получать лишь верхние пределы на поверхностную яркость фона, см. например Космос-264).

## Другие научные эксперименты на спутниках серии Космос
- Космос-60
- Космос-135
- Космос-163
- Космос-208
- Космос-251
- Космос-264
- Космос-428
- Космос-461
- Космос-856